# Bangalore torpedo

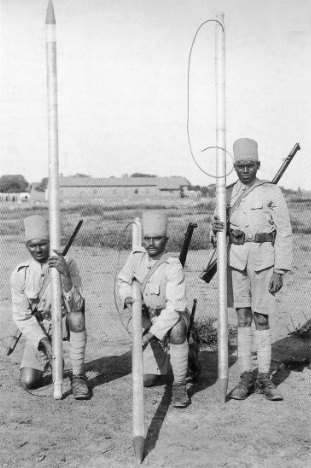
Vroege toepassing, 1916

Een Bangalore torpedo is een type explosief voor militair gebruik. Het bestaat in essentie uit handzame lengtes metalen buis (gewoonlijk staal) die gevuld zijn met explosief. Deze stukken zijn aan elkaar te bevestigen zijn tot één lange buis, tot elke gewenste lengte (mits praktisch haalbaar). De resulterende lange buis kan onder een obstakel geschoven worden en tot explosie gebracht worden, om zo het obstakel op te blazen.
Een Bangalore torpedo kan geïmproviseerd worden, maar is op grote schaal fabrieksmatig geproduceerd. 

## Achtergrond
De Bangalore torpedo is al voor de Eerste Wereldoorlog ontwikkeld door een Britse militair die destijds gestationeerd was in Bangalore. In eerste instantie was ze bedoeld om snel een pad door achtergebleven mijnenvelden vrij te maken (met name die van de Boerenoorlog in zuidelijk Afrika).

## Toepassing
De individuele stukken buis horen een handzame lengte te hebben die elk door één persoon te dragen zijn, ook in moeilijk terrein. Het Amerikaanse leger hanteert een gestandaardiseerde lengte van anderhalve meter, bij een buisdoorsnee van vijf centimeter. De onderlinge bevestiging van de individuele lengtes kan in principe zowel door aangebrachte schroefdraad als door koppelstukken. Vooraan de samengestelde buis wordt een speciaal (liefst puntig) beginstuk bevestigd, dat de buis afsluit en voorkomt dat de buis onnodig blijft steken.
De Bangalore torpedo is zowel in de Eerste als de Tweede Wereldoorlog veel gebruikt, vooral om versperringen (prikkeldraad) te ruimen. Een bekende toepassing was die door de Amerikanen bij de invasie in Normandië, zoals ook in beeld gebracht in de films The Longest Day en Saving Private Ryan.
Ook later is ze gebruikt, bijvoorbeeld in Vietnam (door beide zijden); ze blijft tot op de dag van vandaag in gebruik.

## Alternatief
De alternatieve benadering voor het opruimen van versperringen is om een aantal explosieve ladingen af te schieten die onderling verbonden zijn met een snoer (bijvoorbeeld Man Portable Line Charges). Dit heeft allicht het voordeel dat dan de versperring niet heel dicht genaderd hoeft te worden, maar dat het geheel aan explosieve ladingen vanaf een wat grotere afstand af te schieten is. Nadeel is dat de explosieven van boven neerkomen, in plaats van onder het object geschoven te worden: het kan zijn dat de ontploffing dan minder effectief is.